# 미즈모토 히로키
미즈모토 히로키(일본어: 水本 裕貴, 1985년 9월 12일 ~ )는 일본의 전 축구 선수이다.

## 구단 경력
그는 2004년부터 2022년까지 J리그의 제프 유나이티드 지바, 감바 오사카, 교토 상가 FC, 산프레체 히로시마, 마쓰모토 야마가 FC, FC 마치다 젤비아, SC 사가미하라에서 활동하였다.

## 국가대표팀 경력
그는 2005년 FIFA 세계 청소년 축구 선수권 대회에 참가할 일본 U-20 국가대표팀에 발탁되었으며, 4경기에 출전했다.
2006년 10월 4일 가나과의 경기에서 일본 국가대표팀에 데뷔했다. 2008년 동아시아 축구 선수권 대회에 출전했다. 
2008년 하계 올림픽에서 일본 U-23 국가대표팀의 주장으로 출전했었다.
2015년 EAFF 동아시안컵에도 출전했다. 그는 2015년까지 국제 A매치 통산 7경기에 출전했다.

## 통계

### 구단
| 이치하라 지바 | 이치하라 지바 | 이치하라 지바 |
| 연도          | 출전          | 골            |
| ------------- | ------------- | ------------- |
| 2004          | 7             | 0             |
| 2005          | 20            | 0             |
| 2006          | 37            | 1             |
| 2007          | 37            | 1             |
| 합계          | 101           | 2             |

| 감바 오사카 | 감바 오사카 | 감바 오사카 |
| 연도        | 출전        | 골          |
| ----------- | ----------- | ----------- |
| 2008        | 7           | 0           |
| 합계        | 7           | 0           |

| 교토 상가 FC | 교토 상가 FC | 교토 상가 FC |
| 연도         | 출전         | 골           |
| ------------ | ------------ | ------------ |
| 2008         | 19           | 1            |
| 2009         | 40           | 2            |
| 2010         | 42           | 2            |
| 합계         | 101          | 5            |

| 산프레체 히로시마 | 산프레체 히로시마 | 산프레체 히로시마 |
| 연도              | 출전              | 골                |
| ----------------- | ----------------- | ----------------- |
| 2011              | 20                | 2                 |
| 2012              | 40                | 2                 |
| 2013              | 41                | 3                 |
| 2014              | 37                | 1                 |
| 2015              | 35                | 1                 |
| 합계              | 173               | 9                 |

### 국가대표팀
| 일본 | 일본 | 일본 |
| 연도 | 출전 | 득점 |
| ---- | ---- | ---- |
| 2006 | 2    | 0    |
| 2007 | 0    | 0    |
| 2008 | 1    | 0    |
| 2009 | 0    | 0    |
| 2010 | 0    | 0    |
| 2011 | 0    | 0    |
| 2012 | 2    | 0    |
| 2013 | 0    | 0    |
| 2014 | 1    | 0    |
| 2015 | 1    | 0    |
| 통산 | 7    | 0    |